# Ielu Tamoa
Ielu Tamoa (* 17. August 1993) ist ein tuvaluischer Leichtathlet, der sich auf den Sprint spezialisiert hat.

## Karriere
Tamoa nahm an den Leichtathletik-Ozeanienmeisterschaften 2017 teil, wo er im ersten Durchgang über 100 Meter auf dem 30. Platz ausschied. In der 4-mal-100-Meter-Staffel belegte Tuvalu den zehnten Platz. Er nahm auch am Dreisprung teil, erzielte aber keine gültigen Sprünge. Er vertrat Tuvalu bei den Leichtathletik-Weltmeisterschaften 2017, wo er über 100 Meter teilnahm.